# IU...IM
IU...IM là mini album tiếng Hàn thứ hai của ca sĩ-nhạc sĩ và diễn viên Hàn Quốc IU. Được phát hành bởi LOEN Entertainment vào ngày 12 tháng 11 năm 2009.

## Danh sách đĩa nhạc
| CD/Digital download | CD/Digital download                                        | CD/Digital download        | CD/Digital download           | CD/Digital download |
| STT                 | Nhan đề                                                    | Phổ lời                    | Phổ nhạc                      | Thời lượng          |
| ------------------- | ---------------------------------------------------------- | -------------------------- | ----------------------------- | ------------------- |
| 1.                  | "Love Attack"                                              | Han Sang-won, Choi Gap-won | Han Sang-won                  | 3:10                |
| 2.                  | "Taking a Train" (기차를 타고; Gichareul Tago)             | Choi Gap-won               | Lee Hyeon-seung               | 3:43                |
| 3.                  | "Marshmallow" (마쉬멜로우; Mashimello)                     | Choi Gap-won               | Kim Do-hoon, PJ               | 3:14                |
| 4.                  | "Morning Tears" (아침 눈물; Achim Nunmul)                  | Choi Gap-won               | PJ, Lee Jong-hoon             | 3:50                |
| 5.                  | "Heartbeating Date" (두근두근 데이트; Dugeundugeun Deiteu) | Choi Gap-won               | Lee Jong-hoon, Min Woong-shik | 3:21                |
| 6.                  | "Taking a Train (Instrumental)"                            |                            | Lee Hyeon-seung               | 3:43                |
| 7.                  | "Morning Tears (Instrumental)"                             |                            | PJ, Lee Jong-hoon             | 3:50                |
| Tổng thời lượng:    | Tổng thời lượng:                                           | Tổng thời lượng:           | Tổng thời lượng:              | 26:38               |

## Liên kết khác
- (tiếng Hàn) IU's official website Lưu trữ ngày 25 tháng 11 năm 2011 tại Wayback Machine
- Marshmallow (Music video) trên YouTube